# David Oyens
David Oyens (Amsterdam, 29 juli 1842 – Brussel, 11 februari 1902) was een Nederlands kunstschilder. Hij was een tweelingbroer van Pieter Oyens, die eveneens kunstschilder was. Beide broers woonden en werkten een groot deel van hun leven in Brussel.

## Familie
David en Pieter Oyens, leden van de welgestelde familie Oijens, werden in 1842 geboren als zoons en twee van de tien kinderen van de Amsterdamse bankier Hendrik Gerard Oijens (1804-1886) en Ursula Christina Magdalena Metzler (1805-1868). David trouwde in 1866 met Catharina Elisabeth Voûte (1841-1916); uit dit huwelijk werd een dochtertje geboren: Ursula Christine Magdalena Oijens, die op 7 september 1869 te Brussel werd geboren en daar op 29 november 1870 overleed.

## Leven
Al vanaf hun achtste jaar kregen de broers Oyens tekenles van de Amsterdamse schilder Johan Hendrik Veldhuyzen, op aandringen van hun moeder, die ook tekende. David en Pieter bleken echter slechte studenten en ook een poging om in het bankwezen te gaan werken was geen succes. Uiteindelijk stemden hun ouders er dan ook in toe dat ze kozen voor het beroep van kunstschilder. Aan het begin van de 1860 trokken ze naar Brussel, om daar avondcursussen te volgen aan de Academie voor Kunsten. Twee jaar later traden ze in de leer bij de oriëntalist Jan Frans Portaels, in wiens atelier ze kennis maakten met tal van vooraanstaande kunstenaars, onder wie Edouard Agneessens, Emile Verhaeren en Isidore Verheyden.

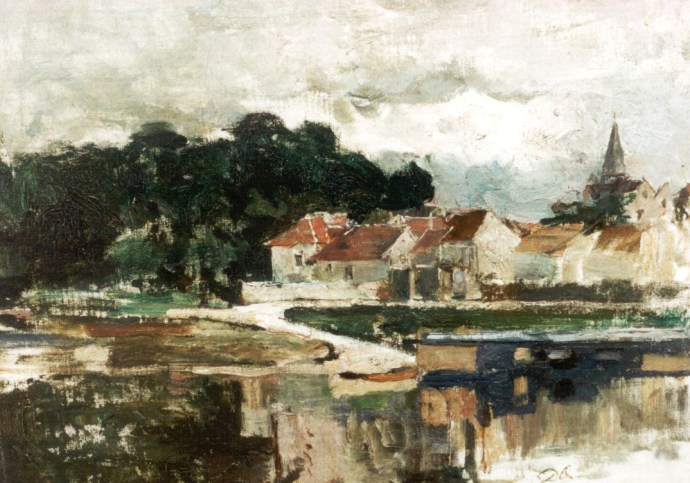
Frans dorpsgezicht, ca. 1880

De sterk op elkaar gelijkende broers Oyens waren in Brussel onafscheidelijk. Ze deelden ook hun atelier, te Sint-Joost-ten-Node, en figureerden regelmatig in elkanders werk. Een aanzienlijke erfenis stelde hen in staat een bohemien-achtig leven te leiden. Vanaf 1875 kwam ook het succes. De criticus Camille Lemonnier prees hun werk en toonaangevende verzamelaars begonnen hun schilderijen te kopen. In 1880 won David tijdens de driejaarlijkse Brusselse salon een gouden medaille met zijn schilderij en ook andere werken van de broers vielen in de prijzen. Vanaf eind jaren zeventig waren ze aanwezig op tal van tentoonstellingen, meestal gezamenlijk, ook internationaal. Getweeën exposeerden ze ook op de Wereldtentoonstelling van 1889 te Parijs.
David Oyens trouwde in 1866 met Betsy Voûte, een gebeurtenis die zijn broer Pieter aanvankelijk maar moeilijk kon verwerken. Pieter zelf huwde pas in 1893, op zijn 51e. Kort daarna werd hij echter getroffen door een beroerte, waarna hij in 1894 overleed, een maand voor de geboorte van zijn dochter. De dood van zijn broer Pieter was een grote klap voor David. Hij ging minder schilderen en sukkelde met zijn gezondheid. Met zijn vrouw vestigde hij zich eind jaren 1890 in Arnhem, maar hij miste Brussel. Rond de eeuwwisseling ging hij terug en leek het hem iets beter te gaan. Hij stierf echter kort nadien, in 1902 en werd begraven naast zijn broer Pieter.

## Werk
Zo veel als de gebroeders Oyens uiterlijk op elkaar leken, zozeer als ze ook qua karakter overeenkwamen, zo veel leek ook hun werk op elkaar. Ze schilderden beiden in eenzelfde genre, dat een zeker ‘joie de vivre’ uitdrukt. Daarbij hanteerden ze dezelfde technieken, met een stevige en levendige toets. De gelijkenis van hun werk maakt het voor kunstkenners nog steeds moeilijk om te bepalen of een werk nu van David of van Pieter is (ze tekenden beiden alleen met hun achternaam). Toch zijn er ook verschillen: David schildert sneller en impulsiever, Pieter hecht meer belang aan compositie en tekening.
Het werk van de broers blonk uit door helder kleurgebruik, met rode en helderblauwe toetsen. De rode toetsen zijn speels en lichten het vrij donkere palet op. Met hun warme coloriet en soms gedurfde penseeltoets balanceren ze tussen moderniteit en traditie. Qua stijl is hun oeuvre moeilijk in te delen. Enige verwantschap is er met het realisme. In veel portretten is de invloed van Johannes Vermeer en Jean-Baptiste Siméon Chardin te zien, met name in de zijdelingse belichting van de ruimte. Ook de natuurlijkheid en lichtwerking van de grote Hollandse meesters als Frans Hals en Rembrandt is soms herkenbaar.
Beide broers schilderden vooral onderwerpen uit hun directe omgeving en hun dagelijkse bestaan als kunstenaar, vaak de atelierscènes, veel ‘snapshots’ van mensen als zijzelf: kunstliefhebbers, dienstmeisjes, kroeggangers. Ze deelden elkaars modellen en traden ook over en weer voor elkaar als model op. Beide schilderden ook veel portretten, en in mindere mate stillevens en interieurs. David maakte ook enkele landschappen. Vaak sloot de onderwerpskeuze aan bij de actuele ontwikkelingen in de Belgische moderne kunst, beïnvloed door de visie van 'La Société Libre des Beaux-Arts'. Deze in 1868 opgerichte Brusselse kunstenaarsvereniging bepleitte artistieke vrijheid ten aanzien van stijl en onderwerp. Onderwerpen moesten ook passen bij de eigen tijd, ‘la vie moderne’. Binnen de moderniteit van de twintigste eeuw werd hun werk evenwel als ‘oubollig’ afgedaan.

## Galerij

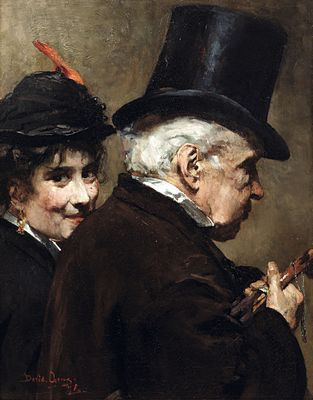
De wandeling (vader en dochter), 1878
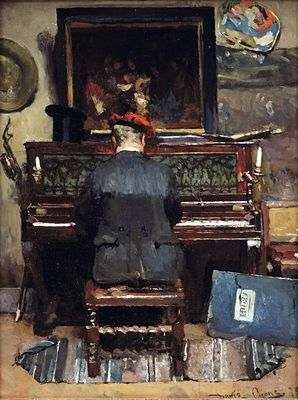
De pianist, 1878
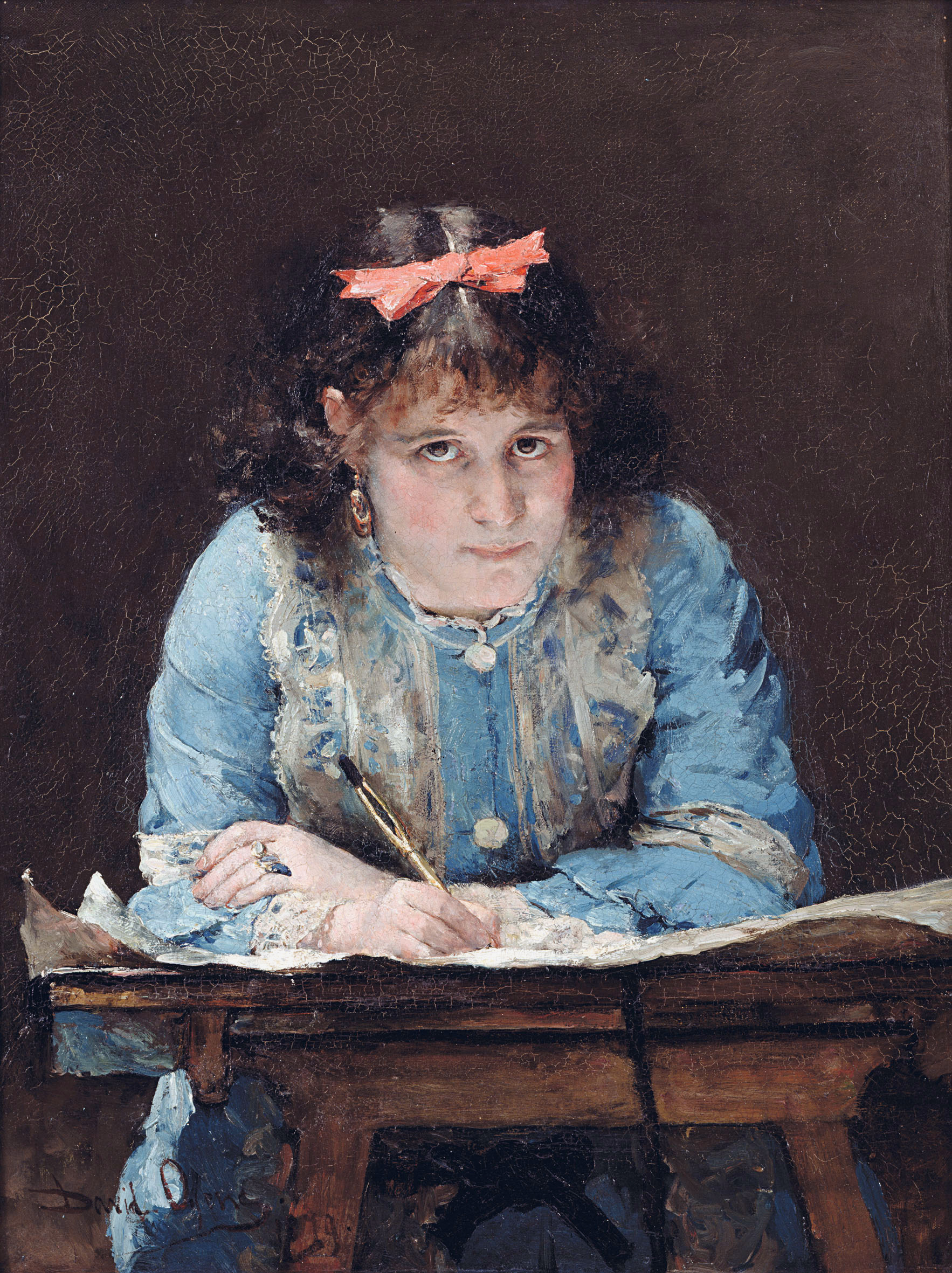
De teekening, 1879
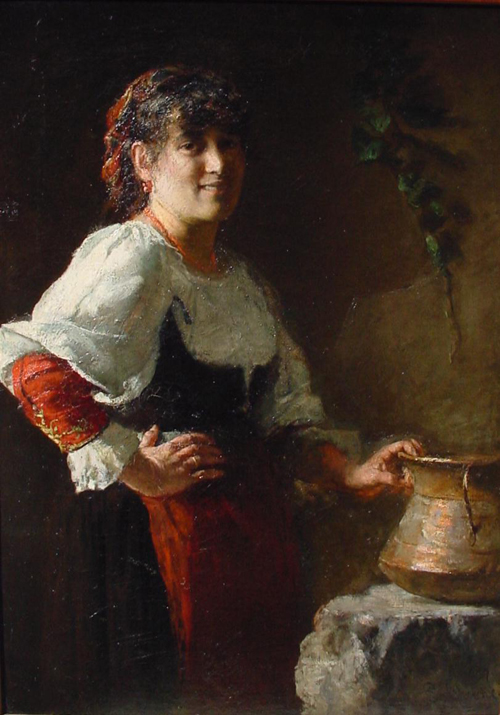
De keukenmeid, ca. 1880
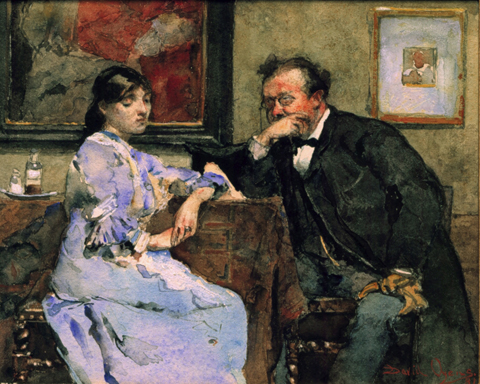
Het gesprek, ca. 1880
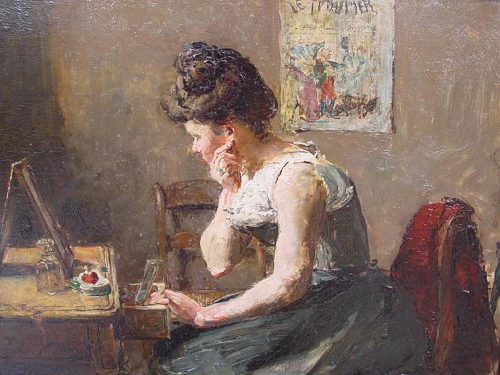
De Kleedkamer, ca. 1880
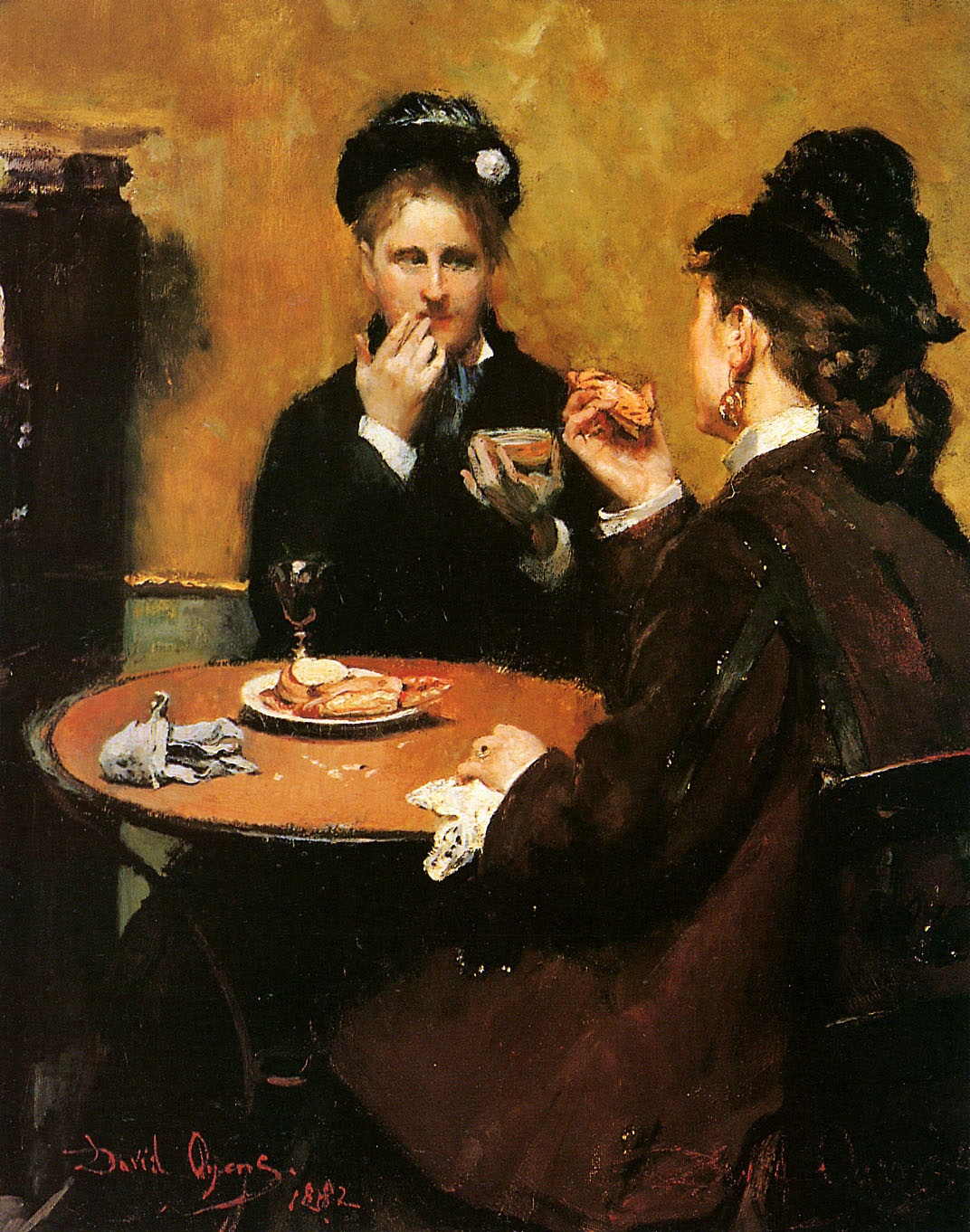
Het dessert (1882), Museum Boymans Van Beuningen
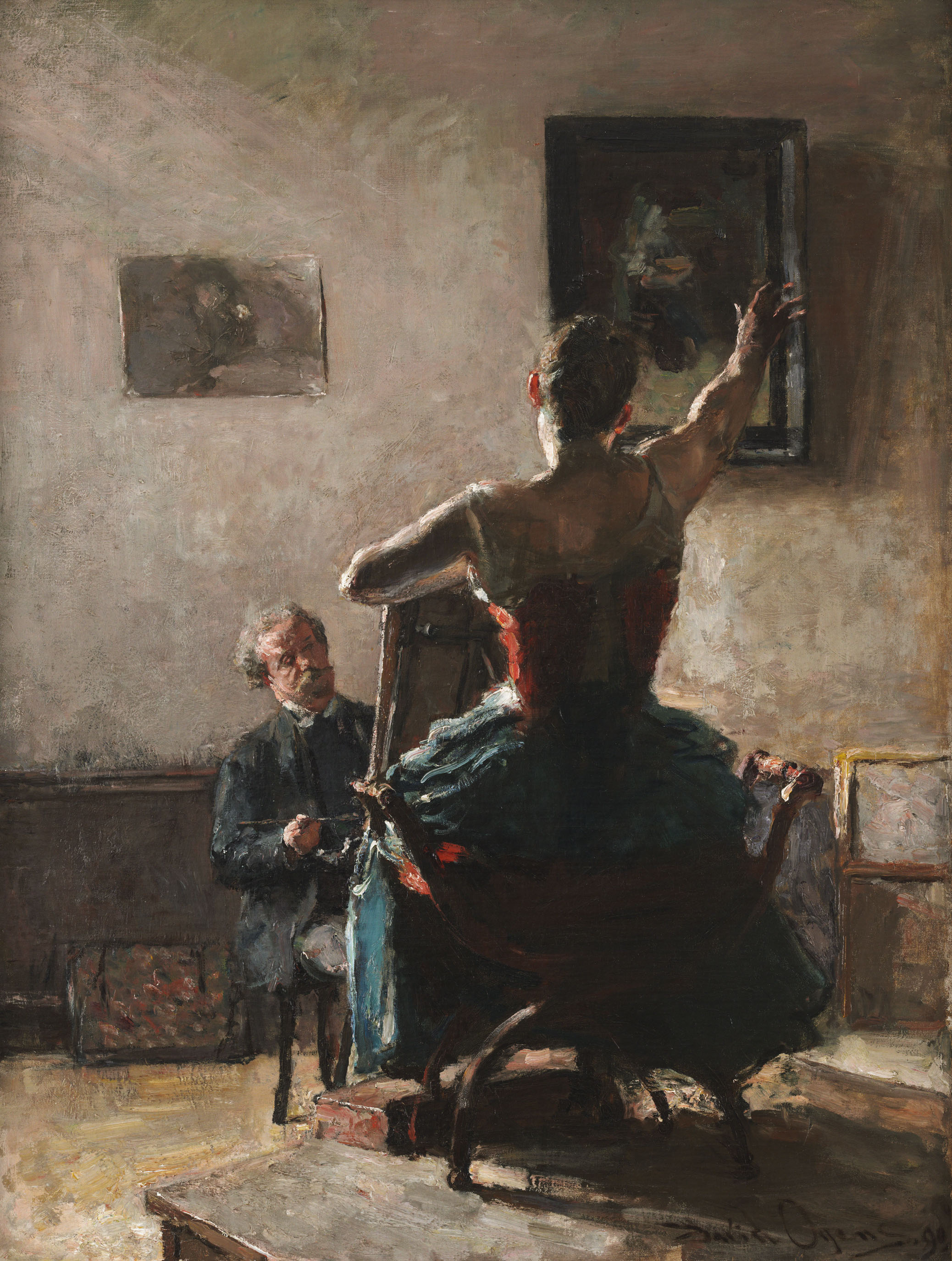
De pose (1889), Teylers Museum

## Trivia
- David en Pieter Oyens leken uiterlijk zozeer op elkaar, dat Davids echtgenote Betsy ooit aan Pieter vroeg, in de veronderstelling dat ze tegen haar man sprak, of hij zijn broer - Pieter zelf dus - kon verzoeken wat minder vaak langs te komen.
- In 2008 vond de overzichtstentoonstelling 'De Gebroeders Oyens: Schilderstweeling' plaats in het Gemeentemuseum Den Haag, waar nog steeds diverse werken van de Oyens te zien zijn. Bij de expositie verscheen een catalogus met bijdragen van Saskia de Bodt en Fred Hendriks.
- In 2010 vond in de Brusselse Charliermuseum de retrospectieve expositie "De gebroeders Oyens" plaats.